# آآ اسچیکندازی
آآ اسچیکندازی (نام علمی: Aa schickendanzii) نام یک گونه از سرده آآ است.
این گونه بومی آرژانتین است.